# سلطان العنزي (لاعب كرة قدم كويتي)
سلطان محمد سليم صالح العنزي، من مواليد 29 مارس 1992 في الكويت، هو لاعب كرة قدم كويتي يلعب حاليًا لصالح نادي ظفار زعيم الأندية العمانية في الدوري العماني والمنتخب الوطني الكويتي.
بداياته في سنة 2001 وهو من براعم نادي القادسية، حصل على جائزة أفضل ناشئ آسيوي عام 2003 في أكاديمية أسباير في قطر وتم تكريمه من قبل محمد بن همام. لعب في مركز المهاجم في المراحل السنية إلا انه اثبت تميزه في مركز الوسط عندما تم تصعيدة للفريق الأول.

## روابط خارجية
- سلطان العنزي على موقع قاعدة بيانات كرة القدم.إي يو (الإنجليزية)
- سلطان العنزي على موقع ناشيونال فوتبول تيمز (الإنجليزية)
- سلطان العنزي على موقع Soccerway.com (الإنجليزية)